# Иван Бандулавич
Иван Бандулавич (на хърватски: Ivan Bandulavić) е хърватски католически духовник и писател от XVI - XVII век.

## Биография
Роден е във втората половина на XVI век в Ускопле. Става монах във Францисканския орден и обикаля Босна и за кратко Далмация.
В 1613 година във Венеция Бандулавич публикува „Pištole i Evanđelja priko svega godišta novo istomačena po razlogu Misala Dvora rimskoga“, което представлява преработено и допълнено издание на първия латинско-хърватски лекционар, отпечатан от Бернардин Сплитянин в 1495 година във Венеция. В „Pištole i Evanđelja“ на Бандулавич обаче са включени преводи на някои послания и евангелия, които ги няма в старите хърватски издания и след всички предговори текстът на коледната песен „Pisanca u se vrime godišta“. Накрая на книгата дава тълкувания на думите, които смята за остарели. За разлика от съвременника си францисканец и основател на хърватската книжовност в Босна Матия Дивкович, който пише на босанчица или така наречената западна кирилица, Бандулавич е първият францисканец, който публикува на латиница. Езикът на лекционария е своеобразна смесица от чакавица и босненска щокавица и това без съмнение е сред причините книгата бързо да започне да се използва и извън Босна, особено в Далмация и Славония, които по това време спадат към францисканската провинция Босна. Така за два века лекционарият на Бандулавич е отпечатан 20 пъти, включително преработките на славонските францисканци Никола Кесич (1740), Емерик Павич (1764), Мариан Ланосович (1794) и далматинския францисканец Петър Кнежевич (1773).